# Karang Semanding
Karang Semanding is een bestuurslaag in het regentschap Jember van de provincie Oost-Java, Indonesië. Karang Semanding telt 7080 inwoners (volkstelling 2010).